# Kammmolch-Biotop bei Bassum
Das Kammmolch-Biotop bei Bassum ist ein Naturschutzgebiet in der niedersächsischen Stadt Bassum im Landkreis Diepholz.
Das Naturschutzgebiet mit dem Kennzeichen NSG HA 232 ist circa 5,1 Hektar groß. Es steht seit dem 23. Dezember 2015 unter Schutz. Das 4,54 Hektar große, gleichnamige FFH-Gebiet ist Bestandteil des Naturschutzgebietes. Zuständige untere Naturschutzbehörde ist der Landkreis Diepholz.
Das Naturschutzgebiet liegt etwa 1,5 km westlich von Bassum im Naturpark Wildeshauser Geest. Es besteht aus einem in einer Senke liegenden Kleinstmoor mit mehreren Schlatts. In der Senke stocken Gehölze. Nach Westen und Nordwesten schließt sich eine extensiv bewirtschaftete Grünlandfläche an.
Das Naturschutzgebiet ist Lebensraum für Kammmolch und Laubfrosch sowie weitere Amphibienarten.
Nach Nordosten grenzt das Naturschutzgebiet, das ansonsten von landwirtschaftlichen Nutzflächen umgeben ist, an die Landesstraße 776.